# Gemeinschaftsgefühl
Das Gemeinschaftsgefühl (engl. sense of community; vom österreichischen Psychoanalytiker Alfred Adler vor über 100 Jahren entgegen der englischsprachigen Bedeutung des Begriffes „Common Sense“ genannt) ist im Allgemeinen ein seelisches Empfinden, das die innere Verbundenheit mit den Mitmenschen zum Gegenstand hat. Es kann die Zugehörigkeit zu einer Familie, einem Stamm, einem Volk oder der ganzen Menschheit umfassen.
Das Gemeinschaftsgefühl ist ein zentraler Begriff der adlerschen Individualpsychologie.

## Körperlich-seelische Voraussetzungen
Aufgrund seiner biologischen Ausstattung kann der Mensch gegenüber seinen Mitmenschen ein Mitgefühl entwickeln. Aktuelle Untersuchungen (Manfred Spitzer, Gerald Hüther et al.) der Hirnforschung des 21. Jahrhunderts machen die so genannten Spiegelneuronen für diese Fähigkeit verantwortlich. Als Nesthocker oder vielmehr Physiologische Frühgeburt (Adolf Portmann) ist der Neugeborene auf seinen Mitmenschen angewiesen. Das Gemeinschaftsgefühl entsteht in dieser frühen Phase der Menschwerdung in der täglichen aktiven zwischenmenschlichen Auseinandersetzung und Beziehung. Der Mensch wird so zum sozialen Lebewesen.

## Sinn und Nutzen
Für Alfred Adler ist ein gut ausgebildetes Gemeinschaftsgefühl das Resultat eines geglückten Erziehungsprozesses. Die Erfüllung der drei Lebensaufgaben, Liebe, Arbeit, Gemeinschaft sowie die Entwicklung der eigenen Persönlichkeit, die den Sinn des Lebens ausmachen, sind ihm zufolge nur in der Gemeinschaft möglich. Sein Gemeinschaftsgefühl umfasst das Zusammengehörigkeitsgefühl und das aktive Mitwirken in der Gemeinschaft zum allgemeinen, gemeinschaftsfördernden Nutzen.

„... Philosoph: Es geht dennoch immer um das Gemeinschaftsgefühl – ganz konkret um den Wechsel vom Selbstbezug (Eigeninteresse) zum Interesse für andere (soziales Interesse) –, und darum, eine Ahnung vom Gemeinschaftsgefühl zu bekommen. Drei Dinge sind an diesem Punkt notwendig: «Selbst-Akzeptanz», «Vertrauen in andere» und «Engagement für andere». ...“

## Störungen des Gemeinschaftsgefühls
Ein wenig ausgeprägtes Gemeinschaftsgefühl kann nach Adler ein Verhalten auf der unnützen Seite des Lebens nach sich ziehen, das zum Nachteil für die Gemeinschaft wird.
Die Gesundheitspsychologie stellt fest, dass ein Mangel an Gemeinschaftsgefühl auch Auswirkungen auf die Gesundheit hat:

„Sozial isolierte Menschen hatten im Vergleich zu jenen, die über ein starkes Zusammengehörigkeits- und Gemeinschaftsgefühl verfügten, ein mindestens zwei- bis fünfmal so hohes Risiko, vorzeitig zu erkranken und zu sterben.“

## Entwicklung des Gemeinschaftsgefühl-Konzeptes
Der österreichische Arzt Alfred Adler hat den Zusammenhang zwischen der menschlichen Natur und seiner psychischen Befindlichkeit in seiner Praxis erforscht und das „Gemeinschaftsgefühl“ als zentralen Begriff in seiner Individualpsychologie verankert. Mit dem Zärtlichkeitsbedürfnis des Kindes  hatte Adler lange vor John Bowlby und Harry Stack Sullivan die lebenslange zwischenmenschliche Bedürftigkeit des Einzelnen herausgearbeitet. Moderne Säuglingsforschung, Motivationstheorien und klinische Forschung bestätigen dies ebenso wie das folgende Zitat:

„Wir alle brauchen Anerkennung von Außen. Wir messen unseren Erfolg an den Reaktionen anderer Menschen, und ohne das Gefühl, in der Gemeinschaft eine sinnvolle Aufgabe zu erfüllen, fehlt uns die Verankerung im mitmenschlichen Kreis. Unser Bedürfnis nach Anerkennung entspricht unserer Natur als Gemeinschaftswesen.“

Das  Adlersche Konzept des Gemeinschaftsgefühls findet sich in den modernen Begriffen Soziale Kompetenz und Emotionale Intelligenz wieder.

## Missbrauch des Gemeinschaftsgefühls
Die Tatsache, dass der Mensch auf seinen Mitmenschen angewiesen ist, führte in der Menschheitsgeschichte immer wieder zu Missbräuchen. In verschiedenen Ausprägungen des Kollektivismus wurde versucht, die Freiheit des Individuums durch die angebliche Notwendigkeit der Unterordnung unter das Kollektiv zu beschneiden.
Der Missbrauch des Gemeinschaftsgefühls unter dem Nationalsozialismus, insbesondere in der Hitlerjugend, hat dem Begriff teilweise bis heute geschadet. Der Ausbau des Reichsparteitagsgeländes 1935 bildete ein weiteres Beispiel einer derartigen Beeinflussung: Die Bauten sollten den Besuchern das Gefühl geben, an etwas sehr Großem teilzuhaben, aber gleichzeitig klein und unbedeutend zu sein. Sie unterstützten den Führermythos und sollten durch das Gemeinschaftsgefühl die Volksgemeinschaft stärken. Mit dem nächtlichen Einsatz von Flakscheinwerfern als Lichtdom sollte die sakrale Atmosphäre der Veranstaltungen unterstrichen werden.